# 斯沃普足球村
斯沃普足球村是位於密蘇里州堪薩斯城斯沃普公園中的足球園區，2007年首次投入使用，並於2014年完成進一步翻修。

## 租戶
2015年1月，國家女子足球聯賽FC堪薩斯城與堪薩斯城體育會達成協議，將在斯沃普的主體育場進行主場比賽並使用訓練場地。使用球隊購買的看台，體育場的容納人數可增加到3,557 人，該看台之前使用於前主場Durwood足球場。 FC堪薩斯城於2007年賽季後解散。

## 外部連結
- 斯沃普足球村 （页面存档备份，存于）在堪薩斯城體育會
- 斯沃普足球村 （页面存档备份，存于）在堪薩斯城公園